# Túnel de Hallandsås
O Túnel de Hallandsås (em sueco: Hallandsåstunneln ) é um túnel ferroviário de 8,7 km de comprimento, com duas galerias, atravessando a serra de Hallandsås, e ligando Förslöv a Båstad, na provincia sueca da Escânia.
Foi inaugurado em 2015, depois de 23 anos de trabalho no terreno. Faz parte da linha da Costa Oeste, uma linha ferroviária que liga Gotemburgo a Lund. Permitiu aumentar de 4 para 24 o número de comboios/trens por hora.